# Consell General de l'Alta Còrsega
El Consell general de l'Alta Còrsega és l'assemblea deliberant del departament francès de l'Alta Còrsega, col·lectivitat territorial descentralitzada. La seu es troba a Bastia.

## El president
El president del Consell general de l'Alta Còrsega és Paul Giacobbi (PRG) des de 1998.

### Antics presidents
- Paul Natali (1992-1998)
- François Giacobbi (1976-1982)

## Els vicepresidents
- Jean-Jacques Padovani («Corse Démocratie»), 1r vicepresident
- François Tiberi («Socialistes et apparentés»), 2n vicepresident
- Luc-Antoine Marsily («Démocrates»), 3r Vice-president
- Hyacinte Mattei («Socialistes i Apparentés»), 4t Vice-president
- Joseph Castelli («Corse Démocratie»), 5è Vice-president
- Jean-Baptiste Raffalli («Partit Radical d'Esquerra»), 6è Vice-president
- François Orlandi («Socialistes i Apparentés»), 7è Vice-president
- Eric Calloni («Partit Radical d'Esquerra»), 8è Vice-president chargé de l'Agriculture
- François Giudici («Démocrates»), 9è Vice-president

## Els Consellers generals
El Consell general de l'Alta Còrsega comprèn 30 consellers generals sorgits dels 30 cantons de l'Alta Còrsega.
| Grup                                                     | Nombre de consellers generals | president de Grup     | Estatut  |
| -------------------------------------------------------- | ----------------------------- | --------------------- | -------- |
| Grup « Partit Radical d'Esquerra »                       | 6                             | Henri Zuccarelli      | Majoria  |
| Grup « Démocrates »                                      | 4                             | Luc-Antoine Marsily   | Majoria  |
| Grup « Socialistes et Apparentés »                       | 6                             | Jean Motroni          | Majoria  |
| Grup « Corse Démocratie »                                | 3                             | Jean-Jacques Padovani | Majoria  |
| Grup « Union Libérale de Progrès » (UMP i divers droite) | 8                             | Ange Fraticelli       | Oposició |

El Consell generall compta amb tres consellers non-inscrits.

## Pressupost
Le Consell general de l'Alta Còrsega tenia el 2007 un pressupost de 237 milions d'euros.